# Groenland (circonscription électorale européenne)
Le Groenland (groenlandais : Kalaallit Nunaat, danois : Grønland) était une circonscription du Parlement européen qui représentait le Groenland. Il s'agissait d'une circonscription uninominale créée en 1979 et supprimée en 1984.
Bien que le Groenland fasse partie du Royaume du Danemark (avec le Danemark et les Îles Féroé), le Groenland a quitté à la Communauté économique européenne (CÉE) en 1985.

## Résultats des élections
| Parti                        | Parti                        | Candidat                     | Voix   | %     | ±     |
| ---------------------------- | ---------------------------- | ---------------------------- | ------ | ----- | ----- |
|                              | Siumut                       | Finn Lynge                   | 7 364  | 63,46 | +8,19 |
|                              | Atassut                      | Konrad Steenholdt (de)       | 4 241  | 36,54 | -8,19 |
| Total des suffrages exprimés | Total des suffrages exprimés | Total des suffrages exprimés | 11 605 | 93,95 | -0,81 |
| Votes nuls                   | Votes nuls                   | Votes nuls                   | 747    | 6,05  | +0,81 |
| Participation                | Participation                | Participation                | 12 352 | 35,64 | +2,16 |
|                              | Siumut retenir               | Siumut retenir               | Swing  | +8,19 |       |